# 萨哈（雅库特）共和国

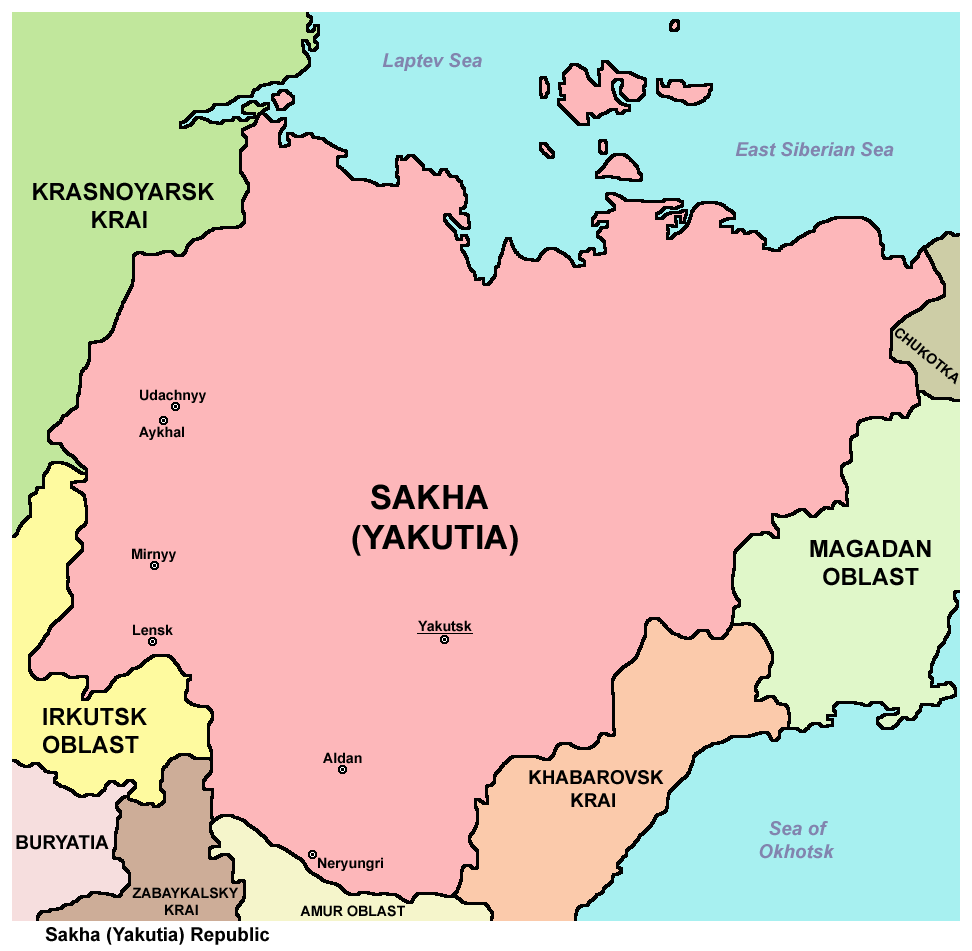

薩哈（雅庫特）共和国（羅馬化：Respublika Sakha (Yakutiya)），又名薩哈共和国，是俄羅斯聯邦主體之一，屬於遠東聯邦管區。1922年4月27日，蘇聯在俄羅斯蘇維埃聯邦社會主義共和國境內成立了雅庫特蘇維埃社會主義自治共和國。1991年，雅庫特蘇維埃社會主義自治共和國正式更名為薩哈（雅庫特）共和國。雅庫特是俄羅斯聯邦最大的行政區，也是世界上最大的一级行政区划单位，相當於印度的大小；若獨立計為國家，可排在世界第8大；这也意味着它比除俄罗斯以外的所有蘇聯加盟共和國面积要大。但雅庫特的人口不到100萬人，是全俄羅斯人口密度最低的地區之一（人口密度更低者僅有楚科奇自治區和涅涅茨自治區）。雅庫特是一個具有天然經濟資源潛力的地區。

## 地理
雅庫特位於西伯利亞的東北方，面積3,083,523平方公里。東部與楚科奇自治區、馬加丹州接壤，東南部是哈巴羅夫斯克邊疆區，南部與阿穆爾州、外貝加爾邊疆區相連，西南部與伊爾庫茨克州相連，西部與克拉斯諾亞爾斯克邊疆區相連。而北瀕北冰洋（包括拉普捷夫海及東西伯利亞海）和東西伯利亞海，這條自然的分界線長度超過4500公里。
雅庫特超過40%的領土位在北極圈內。境內從北到南的長度為2500公里，從西到東為2000公里。

### 地形
雅库特領土独特的自然地理位置造就了其自然條件和自然資源的多样性。境內多為山地和高原（佔2/3），剩下的1/3多為低地的景觀。最高點是切爾斯基山脈上的波別達山，海拔高度為3147米。
西部的雅庫特地區屬於高原地形─中西伯利高原。
最大的低地分布在中部的雅庫特、科雷馬和北西伯利亞低地的東部。

### 水文地理
薩哈共和國是俄羅斯境內河流和湖泊最多的地區，共有大小河流70萬條，湖泊80多萬個。河流總長度近200萬公里，水力資源藏量達7000億千瓦。通航的河流有勒納河（4400公里）、維柳伊河（2650公里）、阿爾丹河（2273公里）、科雷馬河（2129公里）、因迪吉爾卡河（1726公里）、奧廖克馬河（1436公里）、阿納巴爾河（939公里）和亞納河（872公里）。

### 自然資源
薩哈共和國有4個地質帶：原始森林帶（占近80%）、凍土帶、森林凍土帶和北極荒原帶。樹木以落葉松為主（占林地面積的85%），到處可見縱樹、偃松、雲杉、白樺和山楊。南部地區可見西伯利亞紅松，山區有西伯利亞白楊等。可採伐木材達103億立方公尺。
薩哈共和國境內擁有豐富的動物資源。海島上有海象、環斑海豹、海豹和白熊；陸地上主要有駝鹿、北方鹿、麝、雪羊、加拿大鹿、棕熊、狼和皮毛珍貴的赤狐、北極狐、黑貂、白鼬、黃鼬和美洲水貂等。雅庫特也是鳥類喜歡棲息的場所，這裡有250多種鳥類（如海鷗、白鶴和黑鶴、杓鷸和白隼等）。海洋河流和湖泊中有近50種魚類，主要是鮭魚和白鮭。

### 氣候
薩哈共和國屬於大陸性氣候，冬季漫長，夏季短暫，從十月開始到四月是冬季的月份。最冷的1月和最熱的7月之間的溫差可達70-75℃。在冬天的山區、盆地和窪地低溫可達-70℃，薩哈共和國也是北半球冬季最長（6.5—9個月）和溫度最低的地區。

### 時區
雅庫特地區包含三個時區。中部和西部地區，是人口最密集的地區，包括雅庫茨克市、涅留恩格里、米爾內、漢德加和新西伯利亞群島，其時區為MSK+6(UTC+9)。亞納河流域、烏斯季馬亞和上揚斯克等居住區城市為MSK+7(UTC+10)。東部的部分，在因迪吉爾卡河流域和科雷馬河等居住區為MSK+8(UTC+11)，包括奧伊米亞康、中科雷姆斯克和切爾斯基等地。

## 歷史
10－12世紀時雅庫特人從貝加爾湖北遷至此地。17世紀時，哥薩克探險者來到勒拿河河畔。
接著，俄國人開始在此地建立的過冬的地方和城堡（雅庫茨克、日甘斯克、上揚斯克、紮希威爾斯克和中科雷姆斯克）成了沙俄向亞洲東北部、遠東和美洲西北部進發的前哨陣地。1632年，俄國人在勒拿河右岸興建雅庫茨克城堡，它是未來的雅庫茨克市、即現在的薩哈（雅庫特）共和國首府的基礎。這一年雅庫特併入了沙皇俄國。1638年，俄國人興建了雅庫茨克鎮，後來相繼成為沙皇俄國的雅庫茨克省（1775年）和伊爾庫茨克省的雅庫次克州（1784年）。18世紀，當地居民紛紛改信基督教。由於東正教人士的活動，雅庫特各族人民的教育事業得到了發展，出現了用民族語言撰寫的文學作品。此時，遷往該地的俄國農民教導北方民族學會了耕作，為北方農業奠定了基礎。
1922年4月27日，蘇聯在俄羅斯蘇維埃聯邦社會主義共和國境內成立了雅庫特蘇維埃社會主義自治共和國。共和國在蘇聯時期，大規模地開發自然資源，其開端是在20世紀對阿爾丹金礦的開採。20世紀30年代，北方海路開始通航，勒拿河河口建設了季克西海港。陸路和空中交通線把共和國先前難以到達的地區連成一片。20世紀50年代，隨著共和國西部金剛石礦的發現，這裡成為了一個巨大的金剛石採掘業基地。無論在沙皇俄國還是蘇聯時期，雅庫特都是流放政治犯和古拉格建造的主要地區。1991年10月，蘇聯設立了俄羅斯聯邦雅庫特蘇維埃社會主義自治共和國總統一職。
1991年12月，蘇聯解體後，俄羅斯聯邦雅庫特蘇維埃社會主義自治共和國正式改名為薩哈共和國（雅庫特）。米哈伊爾·尼古拉耶夫成為共和國的首任總統。

## 人口
根據俄羅斯國家統計局2014年人口普查的結果，雅庫特居民人口數為954,803人，人口密度為0.31人/平方公里，為俄羅斯聯邦主體人口密度最低的地區之一。
城市區域的人口佔該地區總人口的比例為64.99%（2013年）。

### 性別組成
主要根據2002年的統計資料。
|      | 城市居民 | 農村居民 | 總人口  | 百分比 |
| ---- | -------- | -------- | ------- | ------ |
| 男性 | 296 155  | 168 062  | 464 217 | 48.9%  |
| 女性 | 313 844  | 171 219  | 485 063 | 51.1%  |

### 民族組成
1939-2010年間雅庫特地區的民族組成情況
| 民族     | 1939             | 1959             | 1970             | 1979             | 1989             | 2002             | 2010             |
| -------- | ---------------- | ---------------- | ---------------- | ---------------- | ---------------- | ---------------- | ---------------- |
| 雅庫特族 | 233 273 (56,5 %) | 226 053 (46,4 %) | 285 749 (43,0 %) | 313 917 (36,9 %) | 365 236 (33,4 %) | 432 290 (45,5 %) | 466 492 (49,9 %) |
| 俄羅斯族 | 146 741 (35,5 %) | 215 328 (44,2 %) | 314 308 (47,3 %) | 429 588 (50,4 %) | 550 263 (50,3 %) | 390 671 (41,1 %) | 353 649 (37,8 %) |
| 鄂溫克族 | 10 432 (2,5 %)   | 9505 (2,0 %)     | 9097 (1,4 %)     | 11 584 (1,4 %)   | 14 428 (1,3 %)   | 18 232 (1,9 %)   | 21 008 (2,2 %)   |
| 烏克蘭族 | 4229 (1,0 %)     | 12 182 (2,5 %)   | 20 253 (3,0 %)   | 46 326 (5,4 %)   | 77 114 (7,0 %)   | 34 633 (3,65 %)  | 20 341 (2,2 %)   |
| 埃文族   | 3133 (0,8 %)     | 3537 (0,7 %)     | 6471 (1,0 %)     | 5763 (0,7 %)     | 8668 (0,8 %)     | 11 657 (1,2 %)   | 15 071 (1,6 %)   |
| 韃靼人   | 4420 (1,1 %)     | 5172 (1,1 %)     | 7678 (1,2 %)     | 10 976 (1,3 %)   | 17 478 (1,6 %)   | 10 768 (1,1 %)   | 8122 (0,9 %)     |

## 行政區劃分
薩哈共和國的行政單位劃分為36個區，包含34個自治市和2個市區。共有365個農莊，其中有31個農莊是由民族性質所劃分而出。
在切爾斯基山脈（Хребет Черского）設有「東北科學站」。

## 經濟

### 工業
薩哈共和國內的工業主要是開採豐富的礦產資源（金、金剛石、錫、雲母、煤、銻）。此外，在雅庫次克及中心區有小型企業進行輕工業、食品工業、木材加工工業生產。在電力工業方面，大型發電站有維柳伊斯克國營發電站、雅庫茨克國營發電站、丘利曼國營發電站、涅留恩格里國營發電站。主要工業中心有雅庫茨克、米爾內、涅留恩格里、阿爾丹、連斯克。

### 農業
薩哈共和國的農業主要以畜牧業、肉奶加工業、養鹿業、狩獵業和漁業為主，還有馬鈴薯種植業和蔬菜種植業。糧食作物有小麥、燕麥、大麥，這些作物產於雅庫特西南地區。此外，薩哈共和國還有養馬業、養獸業等（雲狐、棕狐和紫貂）。

### 交通運輸
薩哈共和國的交通主要以河運交通為主，可沿北海沿線及勒拿河及其支流進行航運。此外還有公路交通，主要公路有阿穆爾—雅庫茨克幹線；連斯克—米爾內線；漢德加—馬加丹線。
除了陸地運輸外，薩哈共和國也有發達的航空運輸。境內共有23個機場。

## 政治制度
薩哈共和國為俄羅斯聯邦的一部分，因此，雅庫特的基本法的地位基本上是仿效全俄羅斯憲法的地位。
薩哈共和國政權效力的來源是人民，並且人民是由所有種族所構成，沒有任何一個種族或個人可以把國家政權占為己有。
人民直接行使自己的權力，或是藉由國家機構或地方自治機構行使權力。權力的最終體現在公投和自由選舉。

### 薩哈共和國的憲法
薩哈共和國現行的憲法在1922年4月2日批准，4月27日生效。同時，在1922年的同日蘇聯成立了雅庫特蘇維埃社會主義自治共和國，這一天也被當作共和國的紀念日，稱為「薩哈共和國日」。

### 共和國的首長
首脑是薩哈共和國的元首以及最高官員，領導著共和國的行政機關，首脑任期為5年，是由共和國的議會大土門所選舉產生。
目前薩哈共和國的首脑為艾森·谢尔盖耶维奇·尼古拉耶夫。
薩哈共和國的議會是屬於立法單院制的機構，由70名代表所組成，任期為五年。
目前議會的主席為彼得·瓦西里耶维奇·戈戈列夫。

### 政府
薩哈共和國的行政權由政府所執行。政府的結構和組成主要是由總統和共和國政府的決議所規定，目前，雅庫特的政府由代表(部會首相)、2名第一副代表、5名副代表、16名部長和8名國家委員會的代表所組成。

## 文化
在雅庫特有出版當地共和國的報紙：《雅庫特報》、《薩哈сиэр》（或稱為《雅庫特土地報》，用雅庫特語所寫成）、《雅庫茨克夜晚》（政治周刊）、《我們的時間》以及《北極星雜誌》等地區性出版刊物。

### 科學教育
在教育方面，各種普通教育機構越來越多。在共和國教育部的領導下，成立共和國新的資訊技術中心和遠端教育中心，以及為有特殊才能的孩子開設網路數學、物理和資訊技術特長班，舉行網路奧林匹克競賽。在農村建立技術中心、電教室。迄今為止，有15所本共和國的國立大學和俄羅斯大學的分校。大學生人數超過3.62萬人，還有兩所非國立院校，有1000多名學生。
共和國內有7家專業劇院。國家歌劇芭蕾舞劇院、國家雅庫特奧伊溫斯基戲劇院、國家普希金俄羅斯戲劇院、紐爾巴國家流動戲劇院、民族歌舞劇院。國家演出商業公司「薩哈音樂會」也從事演出活動。
共和國有88個博物館，包括各個分館。最著名的有：雅庫特國家北方民族歷史文化聯合博物館、雅庫特共和國加貝舍夫造型藝術博物館、國家奧伊溫斯基博物館、世界猛獁博物館、葉梅利揚·雅羅斯夫斯基故居博物館，還有位於阿姆加村的國內戰爭博物館。薩哈共和國（雅庫特）國家馬戲團是俄羅斯最北部的馬戲團之一。

## 外部連結
- 薩哈共和國政府官方網站 （页面存档备份，存于）（俄文）